# Phare de Cap Caxine
Le phare de Cap Caxine (en arabe : منارة رأس كاكسين) est un phare d'atterrissage situé à environ 2 km de l'entrée ouest de la baie d'Alger.

## Historique
Il semble qu'avant la colonisation, seuls quelques rares fanaux rudimentaires étaient placés aux abords des abris qui servaient de refuge aux vaisseaux barbaresques; tel le fanal ordinaire situé sur la haute tour du Penon d'Alger. Dès les premières années de la conquête, des feux plus efficaces furent installés aux points les plus caractéristiques. C'est ainsi qu'en  1834, les Français installent à la place du fanal d'Alger un appareil consistant en un feu fixe surmonté d'une couronne tournante portant 8 lampes avec réflecteurs disposées de manière à réaliser un feu à éclipses de 30 secondes en 30 secondes.
Le premier rapport officiel traitant de l'éclairage des côtes algériennes est un rapport de la Commission Nautique de l'Algérie de 1843 qui établit un rapport complet "des améliorations à apporter aux feux existants (neuf à l'époque), des feux à établir immédiatement, des feux à établir par la suite".
Son exécution s'échelonna sur plusieurs années, avec les modifications imposées par les progrès de la technique et le développement de la navigation et dont les principales furent décidées par la Commission des Phares de 1861.
C'est en 1868 que fut construit le phare de Cap Caxine.
Les appareils ont été modifiés périodiquement entre 1860 et 1900. Les plus notables de ces améliorations consistèrent en la substitution de l'huile minérale par l'huile végétale en 1881, puis, par l'adoption de certains feux de lampe à niveau constant.
En 1902, nouveau programme d'amélioration de l'éclairage côtier par la mise en place d'une Commission Nautique Spéciale qui adopte un programme de réalisations prévoyant entre autres la substitution aux feux fixes existants de feux à éclats ou à occultataions avec ou sans secteurs colorés.  Programme qui fut entièrement réalisé de 1904 à 1908 à l'exception de la jetée nord du port d'Alger.
L'électrification des feux principaux et des feux de ports fut poursuivie activement depuis la mission scientifique en Algérie, en 1924, de l'Ingénieur en chef du Service Central des Phares.
En outre, quatre radiophares ont été mis en service, au phare de l'Amirauté à Alger (1931), au Cap de l'Aiguille (1938), au Cap Caxine (1938) et au Cap Matifou (1942). Les services techniques ont également prévu  l'établissement dans des délais rapprochés de quatre ouvrages supplémentaires au Cap Ténès, au Cap Bengut, au cap Bougaroun et au Cap de Garde.

## Caractéristiques

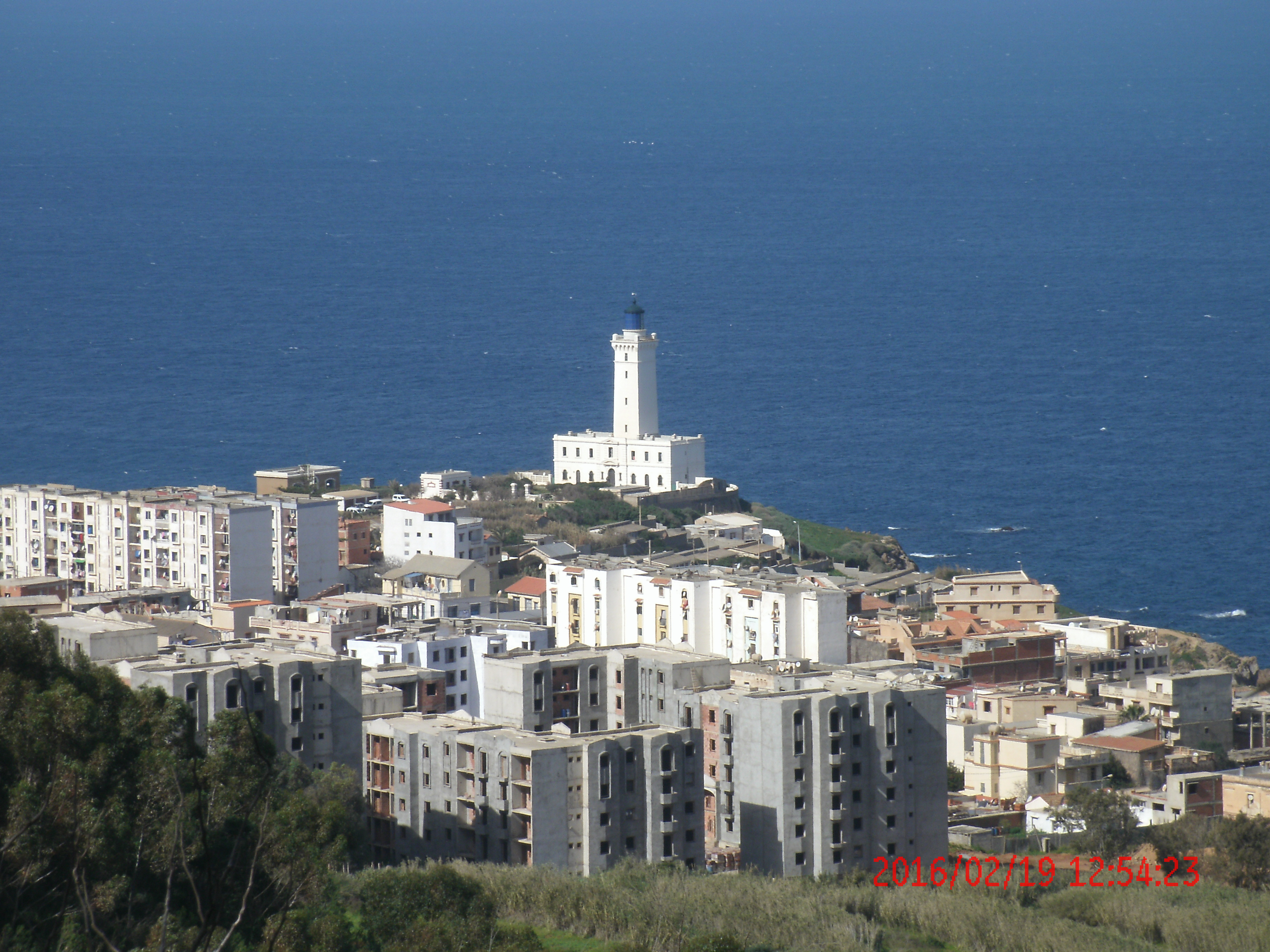
Le phare de Cap Caxine vu de la forêt de Baïnem

Le phare, accessible par la route, à l'ouest-nord-ouest du port d'Alger, est une tour carrée de 37,4 m de hauteur  avec encorbellement à la partie supérieure et chaînes d'angle en maçonnerie de pierres apparentes. Sur la tour lanterne à entretien intérieur  qui culmine à 68,4 m au-dessus du niveau de la mer.  Au pied de la tour, une imposante bâtisse qui abrite cinq logements pour le personnel. À 20 m au sud-est, deux logements de gardiens peuvent être utilisés par le personnel de passage. À 115 m environ et dans l'azimut à 153°, pavillon dépendant du phare. À 100 m, dans l'azimut à 140°, un bâtiment de service.
L'éclairage est assuré par un feu blanc à éclat,  lumière 0,2 s, obscure 4,8 s, de 29 miles, soit 54 km environ de portée. La lampe a une puissance de 1 000 W pour une tension de 220 V.
Le phare abrite le musée de l'Office national de signalisation maritime.